# 中村啓子
中村 啓子（なかむら けいこ、1947年（昭和22年）11月25日 - ）は、富山県出身の女性ナレーター。東京俳優生活協同組合所属。少林寺拳法2段。合成音声黎明期の1980年代から日本語アクセントの研究協力を続け、彼女の声は現代日本語の標準アクセントの基準となった。

## 来歴
坂東眞理子と小学校・中学校が同じ（中村の方が1歳後輩）。富山県立雄山高等学校卒業後に上京、東京アナウンスアカデミー卒業。関東学院女子短期大学国文科卒業。同短大在学中ニッポン放送プロジェクト契約アナウンサーとしてデビュー。テレビタレントビューローを経て、1978年（昭和53年）に東京俳優生活協同組合に所属。
NTTグループの時報（1991年（平成3年）から）、電話番号案内、電話番号不存在、NTTドコモの留守番電話サービスセンター、銀行ATM、日立製エスカレーター・エレベーターなど多種多様な音声ガイダンスを担当。朗読ボランティア活動の一環として、三浦綾子読書会朗読部門講師として、朗読CD発表や各地での朗読活動、また、ナレーター養成所『OKEIKO』を主宰し、後進の指導を行う。
さまざまなメディアから取材を受けているが、2008年（平成20年）までは、声のイメージを大切にするため、基本的には映像メディアでの露出を控えており、顔はモザイクや顎から下だけ、本人の描いた似顔絵といった状態で取材を受けていた。
しかし、2008年（平成20年）12月に、日本オーディオ協会から「音の匠」として顕彰を受けて以降、マスメディアでも顔写真が紹介されるようになった。2009年（平成21年）11月22日放送の『NHKニュースおはよう日本』でも、顔出しの形で取材を受けた。所属事務所のウェブサイトのプロフィールでも、2008年（平成20年）以前は、顔写真が掲載されていなかったが、2010年（平成22年）1月の時点では、顔写真が掲載されている。

## エピソード
- この仕事を目指したきっかけは、小学校の時のクラスメイトに「アナウンサーになったらいいんじゃないの?」と言われたことだという。
- 富山弁の矯正には苦労したが、鼻濁音に関しては、むしろ富山弁の発音がプラスになったという。また、日本語アクセント辞典は片時も離さず、4冊ボロボロになったという。
- 上記「音の匠」の表彰式では、挨拶代わりに時報の一節を読み上げていた。
- 中村の声は、日本電信電話株式会社の時報などで平成3年（1991年）から使われているが、採用の理由は、伝送の過程で声質が変わらないからだった[1]。

## 担当項目

### 教養
- ETV特集

### バラエティ
- 思い込みは一生の恥!クイズ本当にそれでいいんですね?（ナレーション）
- 着信御礼!ケータイ大喜利2007年8月5日（声のみ出演）
- マツコの日本ボカシ話（ナレーション）
- 大人も知らない大人の事情（ナレーション）

### 討論
- BSフォーラム

### 報道
- NEWS23（特集）
- 報道ステーション（特集）

### 教育
- コンピューター未来館（NHK教育）
- サイエンスチャンネル

### 深夜
- 考えるヒト（フジテレビ）

### ＣＭ
- サマージャンボ宝くじ（2013年、日本宝くじ協会、声のみ出演）

### その他
- こどもにんぎょう劇場「霊芝草」
- エレベーター音声アナウンス「日立ビルシステム」[4]
- 車内自動放送（東京モノレール・大阪モノレールの日本語放送）
- 家売るオンナ（2016年 ‐ ） ‐ ナレーション（天の声）
- シャープ製電話機のアナウンス
- 短編人形　アニメーション　おこりじぞう ‐ ナレーション（1983年、制作：翼プロダクション、原作:山口勇子）
- 短編人形アニメーション　おかあちゃんごめんね　‐ ナレーション（1985年、制作：翼プロダクション）
- ながさきの子うま‐ ナレーション（1989年、制作：翼プロダクション）
- 小さな旅（手紙朗読、NHK総合）
- 鬼平犯科帳 第3シリーズ 第21話「艶婦の毒」（1982年、ANB）
- ブラッシュアップライフ (2023年、日本テレビ) - ナレーション

## 朗読CD
- 風が見た愛のおはなし(2000年)
- 三浦綾子作・病めるときも(2002年)
- 三浦綾子作・塩狩峠(2009年)
- 三浦綾子作・道ありき(2009年)
- 三浦綾子 作· 氷点（2010年）

いずれも発売ハーベスト・タイム